# Geopolymer
Als Geopolymere werden anorganische Bindemittel (Silikattechnologie) bezeichnet. Geopolymere können unter anderem für die Abdichtung und Reprofilierung von Abwasseranlagen genutzt werden.

## Geschichte
Bereits 1975 wurden Geopolymere als Naturbeton durch den Chemiker Joseph Davidovits benutzt. Zu dieser Zeit wurde der Begriff für die Reaktion von Metakaolinen in alkalischen Medien unter Bildung alumosilikatischer Polymere verwendet. Durch den Zusatz „Geo“ sollte die Nähe zu geologischen Materialien, also natürlichen Gesteinen und Mineralien, verdeutlicht werden. Bereits Ende der 1950er Jahre untersuchte Gluchovski unter dem Begriff Soil Cements, wie thermisch aktivierte Tone, Aschen, natürliche Puzzolane und auch Schlacken als latenthydraulische Bindemittel verwendet werden könnten. Hierbei wird allgemein von einer alkalischen Aktivierung als Verfestigungsreaktion gesprochen. Bereits für die Konstruktion der ägyptischen Pyramiden wurde durch Davidovits ein Steingussverfahren diskutiert, das auf derartigen Bindemittelsystemen beruhen sollte. Die These fand in der Naturwissenschaft sowohl Unterstützung als auch Ablehnung.
Neue Entwicklungen geopolymerer Silikatbindemittel wurden durch die Bauhaus-Universität Weimar untersucht. Darüber hinaus basieren innovative Systeme auf einkomponentigen, hoch chemikalienbeständigen Silikatsystemen, die durch alkalische Aktivierung von Hüttensand mit Pulverwasserglas realisiert werden. Die druckwasserdichten, schrumpffreien, umweltfreundlichen Systeme sind frei von Calciumhydroxid und haben somit eine ausgezeichnete Säure- und Laugenbeständigkeit (pH 0–14).
Anders als bei zementgebundenen Baustoffen bildet sich bei den Alkali-Silikat-Mörteln ein amorphes Silikatgel (SiO2 • nH2O) in der erhärteten Matrix des Bindemittels. Diese Alkali-Silikate, auch als Hydrogele bezeichnet, sind im Gegensatz zu zementgebundenen Baustoffen beständig gegen alle anorganischen und organischen Säuren (außer Flusssäure).
Aufgrund der dreidimensionalen Vernetzung der Silikatstrukturen lassen sich sehr stabile Systeme erzeugen, die bereits ohne Faserarmierung Druckfestigkeiten von bis zu 95,3 N/mm² (7 Tage), 131 N/mm² (28 Tage) und Biegezugfestigkeiten von bis zu 10,41 N/mm² (7 Tage) bzw. 11,67 N/mm² (28 Tage) erreichen können. Bei Untersuchungen an der Universität in Dresden konnte gezeigt werden, dass diese dreidimensionale Vernetzung sehr gut dazu geeignet ist, sogar die sehr glatten Kohlenstofffasern sehr fest zu binden (Erstrissspannung >200 N/mm², Spannungs-Dehnungs-Beziehung bei 13,3 ‰ Dehnung >1.200 N/mm²). Man erkennt darüber hinaus in REM-Aufnahmen den ausgezeichneten Randschluss zum eingebetteten Füllstoffkorn und der druckwasserdichten Silikatmatrix.

## Synthesewege
Man kann zwischen zwei Synthesewegen unterscheiden:
1. In alkalischem Medium (Na+, K+, Li+, Ca2+, Cs+ und dergleichen)
2. Im sauren Medium mit Phosphorsäure, Fruchtsäuren[6] und Huminsäuren.

Fruchtsäuren können auch verwendet werden, um Mineralien in alkalischem Medium reaktiver zu machen,
indem sie Metalle aus den Mineralien herauslösen.
Die Extraktion von Tonen mit Fruchtsäuren zur Erhöhung der chemischen Reaktivität wird oft bei der Herstellung von Bleicherde verwendet.

## Verwendung
Diese druckwasserdichten und hoch chemikalienbeständigen Strukturen können auch für die Abdichtung und Reprofilierung von Abwasseranlagen genutzt werden. Es hat sich hierbei gezeigt, dass die geopolymeren, silikatischen Strukturen eine höhere Dichtigkeit besitzen als entsprechende zementäre oder polymere Abdichtungssysteme.
Die Verarbeitung der geopolymeren Silikatbindemittel ist identisch zu den bisher eingesetzten polymeren- oder zementären Systemen. Es können alle existierenden Beschichtungsverfahren und Maschinen eingesetzt werden. Im Gegensatz zu Zementmörteln lassen sie sich aber aufgrund ihrer dichten Packung und ausgezeichneten Haftung auf mineralischen und metallischen Untergründen auch als dünnschichtige Beschichtung und Kratzspachtelung einsetzen. Aufgrund der guten Wasserdampfdiffussionsfähigkeit besteht hierbei keine Gefahr der Kondensation von Feuchtigkeit hinter der Beschichtung, wie es häufig bei polymeren Beschichtungssystemen auf feuchten mineralischen Untergründen zu beobachten ist.
Aufgrund der ausgezeichneten Chemikalienbeständigkeit sowie der anorganischen, quasi keramischen Verbundstruktur ist keine Korrosion der Oberfläche zu erwarten.
Die Haftung auf mineralischen Oberflächen ist durch das flüssige Bindemittel Wasserglas ausgezeichnet. Auch auf Stahl lässt sich eine sehr gute Haftung erreichen. Lediglich für Polymere wird zur Haftvermittlung ein Polymer-Hybridprimer zur Haftungsvermittlung benötigt.

## Umweltverträglichkeit
Durch den Einsatz von Hüttensand oder anderen latenthydraulischen Bindemitteln wie z. B. Aschen und Schlacken als Basisrohstoff lassen sich so sehr umweltfreundliche Beschichtungen und Werkstoffe herstellen, die eine sehr günstige CO2-Bilanz aufweisen. Diese Produkte sind lösemittelfrei und nutzen Wasser als umweltverträgliches Lösemittel. Aufgrund des niedrigen pH-Wertes (kein Ca(OH)2) ist es auch für die Verarbeiter ohne zusätzlichen Arbeitsschutz leicht und sicher verarbeitbar.
Es gibt unterschiedliche Wassergläser, die sich durch das metallische Gegenion unterscheiden. Natrium-Wasserglas ist die preiswerteste, aber leider auch pflanzentoxische Variante. Lithium-Wasserglas ist die reaktivste Variante, aber sehr teuer und ebenfalls nicht pflanzenverträglich. Kaliumwasserglas ist preiswert als Massenrohstoff erhältlich, als einziger Vertreter mit dem Pflanzendünger Kalium als Gegenion ausgestattet und damit sehr umweltfreundlich.